# Чемпіонат Югославії з футболу 1923
Чемпіонат Королівства Сербів, Хорватів і Словенців з футболу 1923 (сербохорв. Prvenstvo Kraljevini Srba, Hrvata i Slovenaca u fudbalu 1923.) — перший розіграш футбольної першості Югославії. Турнір проходив за кубковою системою. До участі у змаганнях були залучені команди-переможці регіональних чемпіонатів. Першим чемпіоном країни став клуб з міста Загреб — «Граджянскі».

## Клуби-учасники
- Переможець футбольної асоціації Белграда — «Югославія»
- Переможець футбольної асоціації Загреба — «Граджянскі»
- Переможець футбольної асоціації Любляни — «Ілірія»
- Переможець футбольної асоціації Сараєво — САШК
- Переможець футбольної асоціації Спліта — «Хайдук»
- Переможець футбольної асоціації Суботиці — «Бачка»

## Чвертьфінали
| Команда 1                                                                                          | Рахунок | Команда 2                                                                   |
| -------------------------------------------------------------------------------------------------- | ------- | --------------------------------------------------------------------------- |
| «Югославія» (Белград) 9' 13' Драган Йованович                                                      | 2:1     | «Бачка» (Суботиця) 73' Грга Сефчич                                          |
| САШК (Сараєво) 39' Карло Якупець 60' (пен.) Йосіп Плачек 73' Фердинанд Гетц 76' (аг) Мірко Боначич | 4:3     | «Хайдук» (Спліт) 5' Мірко Машиєдо 13' (аг) Франьо Штебль 33' Ярослав Богата |
| «Ілірія» (Любляна) 65' Франк Учак                                                                  | 1:2     | «Граджянскі» (Загреб) 39' 89' Степан Пасінек                                |

## Півфінали
| Команда 1                                                                             | Рахунок | Команда 2                                                               |
| ------------------------------------------------------------------------------------- | ------- | ----------------------------------------------------------------------- |
| САШК (Сараєво) 41' Йосіп Плачек 43' Фердинанд Гетц 72' Антон Фелвер 85' Карло Якупець | 4:3     | «Югославія» (Белград) 52' Дам'ян Джурич 57' 69' (пен.) Драган Йованович |
| «Граджянскі» (Загреб)                                                                 | без гри | -                                                                       |

## Фінал
| 30 вересня 1923 |

| «Граджянскі» (Загреб) | 1:1 | САШК (Сараєво)  |
| --------------------- | --- | --------------- |
| Степан Пасінек 34'    |     | 86' Перо Монтль |

| Конкордія, Загреб Глядачів: 6 000 Арбітр: Нікола Чилаг |

«Граджянські»: Драгутин Врджюка, Франьо Фердербер, Ярослав Шифер, Драгутин Врагович, Рудольф Рупець, Віктор Гетц, Драгутин Бабич, Степан Пасінек, Антун Павлекович, Франьо Мантлер, Душан Пейнович.
САШК: Йосип, Дворжак, Неджад Сулейманпашич, Франьо Штебл, Вілім Зелебор, Йосип Плачек, Душан Гаврилович, Перо Монтль, Антон Фелвер, Карло Якупець, Фердинанд Гетц, Хуго Бек.

## Фінал. Перегравання
| 1 жовтня 1923 |

| «Граджянскі» (Загреб)                                          | 4:2 | САШК (Сараєво) (2)   |
| -------------------------------------------------------------- | --- | -------------------- |
| Франьо Мантлер 31' 40' (пен.) Еміль Першка 42' Віктор Гетц 48' |     | 35' 54' Антон Фелвер |

| Конкордія, Загреб Глядачів: 6 000 Арбітр: Адольф Пік |

«Граджянські»: Драгутин Врджюка, Франьо Фердербер, Ярослав Шифер, Драгутин Врагович, Рудольф Рупець, Віктор Гетц, Драгутин Бабич, Степан Пасінек, Еміль Першка, Франьо Мантлер, Антун Павлекович.
САШК: Йосип, Дворжак, Неджад Сулейманпашич, Франьо Штебл, Вілім Зелебор, Йосип Плачек, Душан Гаврилович, Перо Монтль, Антон Фелвер, Карло Якупець, Фердинанд Гетц, Хуго Бек.

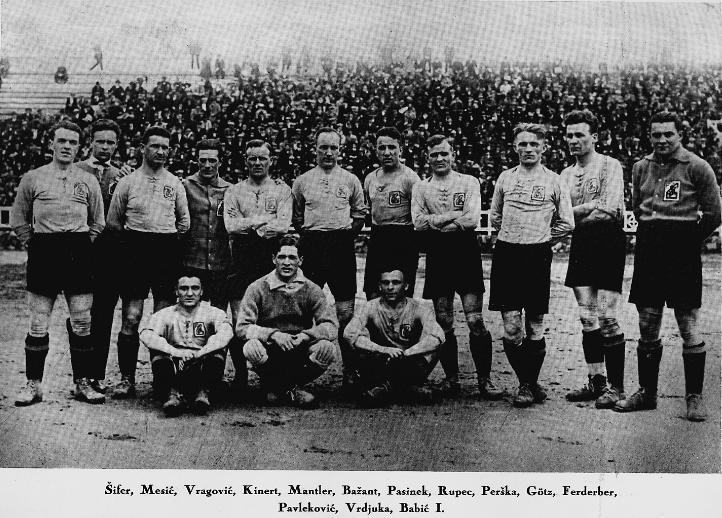
Перший чемпіон Югославії — клуб «Граджянскі». Стоять зліва направо: Шифер, Месич, Врагович, Кінерт, Мантлер, Бажант, Пасінек, Рупець, Першка, Гетц, Фердерер, присіли: Павлекович, Врджюка, Бабич

## Склад чемпіона
«Граджянські»: Драгутин Врджюка (3), Франьо Фердербер (3), Ярослав Шифер (3), Драгутин Врагович (3), Рудольф Рупець (3), Віктор Гетц (3.1), Драгутин Бабич (3), Степан Пасінек (3.3), Франьо Мантлер (3.2), Антун Павлекович (3), Еміль Першка (2.1), Душан Пейнович (1). Запасний воротар — Векослав Месич.
В чемпіонаті Загреба 1923 року, що був кваліфікацією до першості Югославії, також грали: захисник Мар'ян Гольнер, півзахисник Драгутин Бажант і нападник Хуго Кінерт.

## Найкращі бомбардири
|    | Гравець          | Команда      | Голів |
| -- | ---------------- | ------------ | ----- |
| 1° | Драган Йованович | «Югославія»  | 4     |
| 2° | Степан Пасінек   | «Граджянскі» | 3     |
|    | Антон Фелвер     | САШК         | 3     |